# Kati Wilhelm
Kati Wilhelm (Schmalkalden, Alemanya Occidental 1976) és una esquiadora de fons i biatleta alemanya, cinc cops campiona del món i també medallista olímpica, que destacà a la dècada del 2000.

## Biografia
Va néixer el 2 d'agost de 1976 a la ciutat de Schmalkalden, població situada al districte de Schmalkalden-Meiningen de l'estat de Turíngia, que en aquells moments formava part de l'Alemanya Occidental, i porsteriorment d'Alemanya.

## Carrera esportiva

### Esquí de fons
Va iniciar la pràctica de l'esquí de fons de ben petita, sent seleccionada per participar en els Jocs Olímpics d'Hivern de 1998 ralitzats a Nagano (Japó), on finalitzà cinquena en els relleus 4x5, setzena en els 30 km, vint-i-sisena en els 5 km i trenta-dosena en la persecució 5/10 quilòmetres.

### Biatló
Membre de les forces armades del país, el 1999 va iniciar el contacte amb el biatló. Va participar en els Jocs Olímpics d'Hivern de 2002 realitzats a Salt Lake City (Estats Units), on va aconseguir tres medalles: la medalla d'or en les proves dels 7,5 km. esprint i en els relleus 4x7,5 km, i la medalla de plata en els 10 quilòmetres persecució. En els Jocs Olímpics d'Hivern de 2006 realitzats a Torí (Itàlia) tornà a guanyar tres medalles més: la medalla d'or en la prova dels 10 quilòmetres persecució i dues medalles de plata en les proves dels 12,5 km. amb sortida massiva i els relleus 4x5 km, a més de finalitzar setena en els 7,5 km i setzena en els 15 quilòmetres. Va participar en els Jocs Olímpics d'Hivern de 2010 realitzats a Vancouver (Canadà), on aconseguí guanyar la medalla de bronze en la prova de relleus 4x6 km, a més de finalitzar quarta en la prova de 15 km, dotzena en els 10 km. persecució, vint-i-cinquea en els 12.5 km. amb sortida massiva i trentena en la prova dels 7,5 km. esprint.
Al llarg de la seva carrera ha finalitzar dues vegades segona en la Copa del Món de biatló en les temporades 2006/07 i 2007/08. En el Campionat del Món de biatló ha aconseguit 13 medalles, destacant cinc medalles d'or.